# 阿勒颇城堡

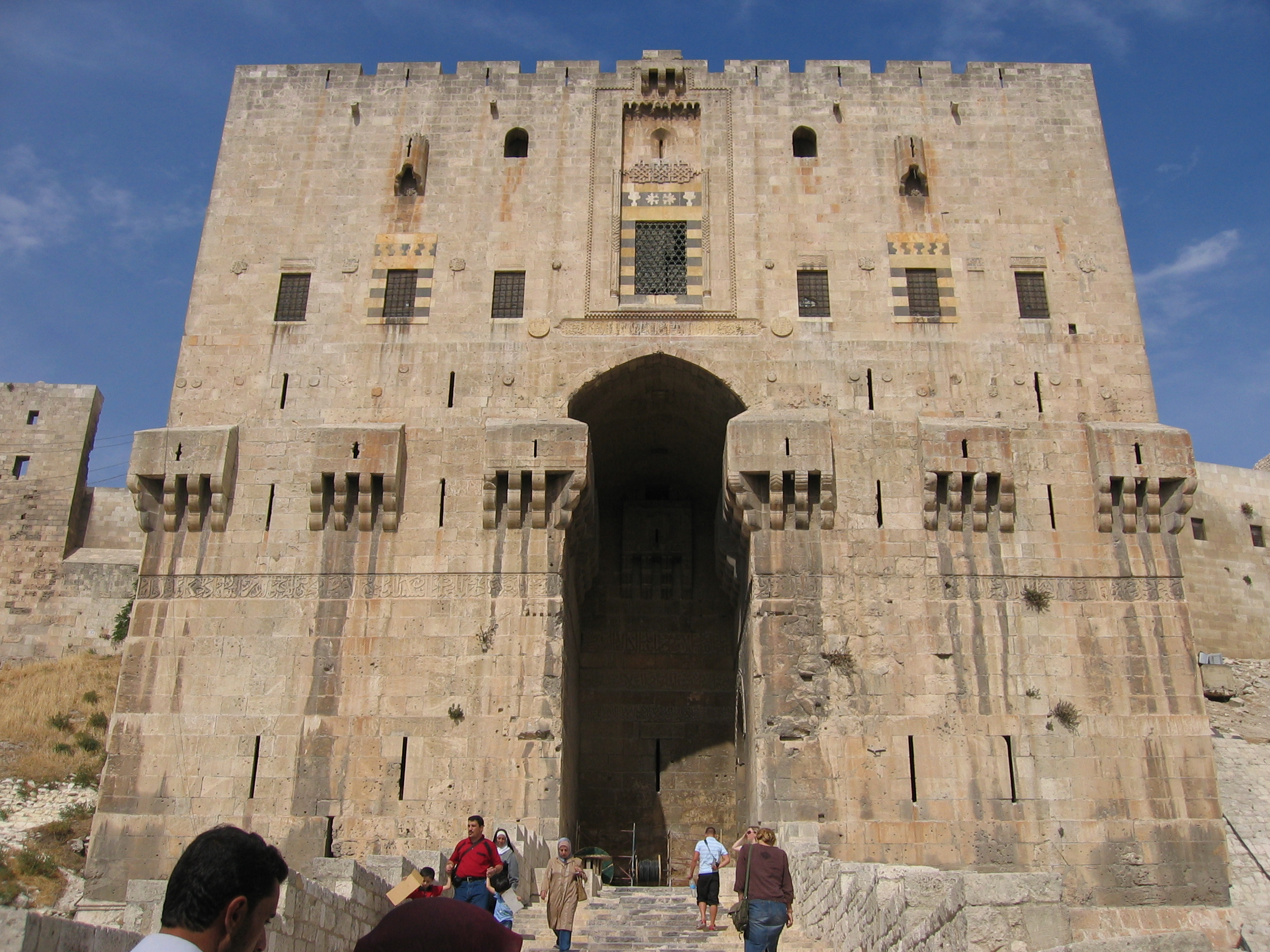

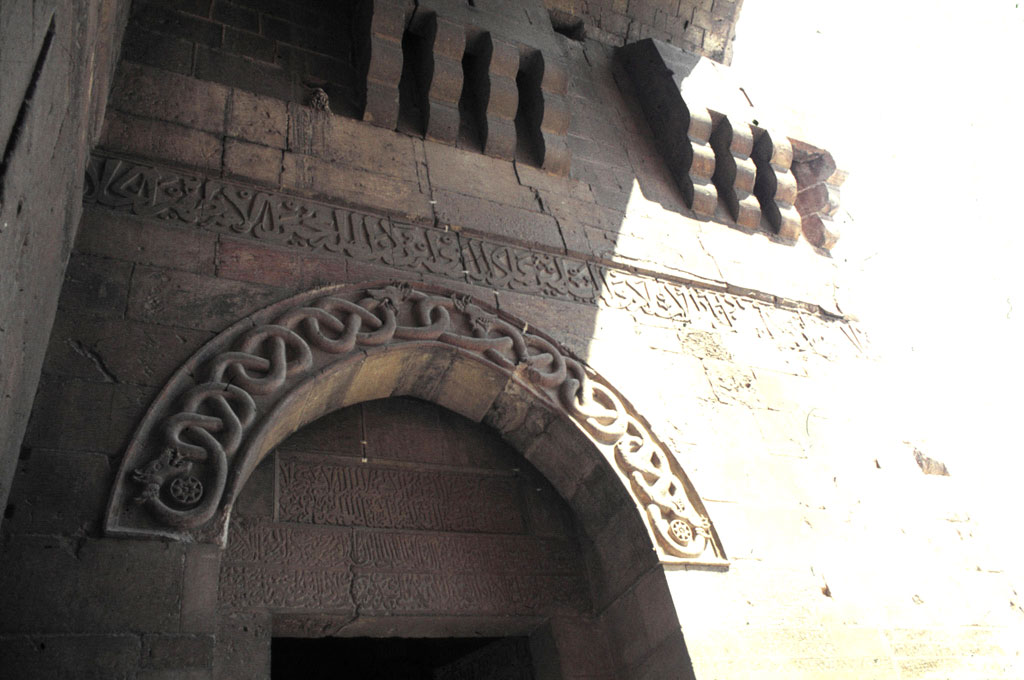

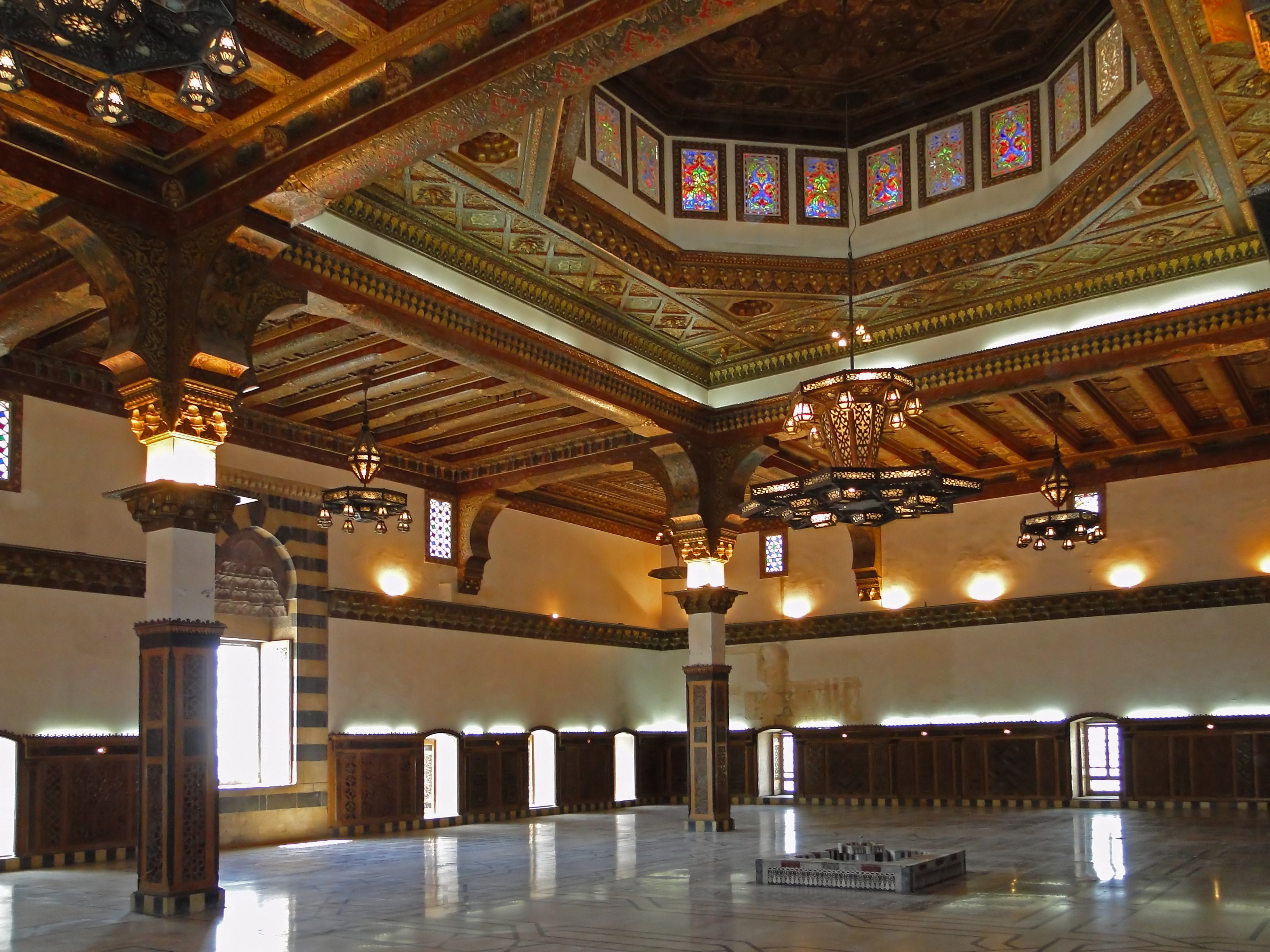

阿勒颇城堡（阿拉伯语：‎）是一座大型中世纪城堡，位于叙利亚北部城市阿勒颇古城中心，俯瞰全城，是世界上數一數二最古老、最巨大的城堡。原址遺蹟是可追溯到公元前2500年左右的古神廟，此后许多文明包括希腊、羅馬、阿尤布王朝和马穆鲁克都曾占领该地。現今城堡面貌一般认为是起源自阿尤布王朝。在2000年代，阿迦汗文化信托与阿勒颇考古协会合作，进行广泛的保护工作。自1986年以来，该城堡是联合国教科文组织世界遗产项目阿勒颇古城的一部分。
2015年7月12日叙利亚内战期間，位於該城堡地下的一條隧道發生爆炸，引致城堡的一道圍牆倒塌，敘利亞政府稱反政府軍在隧道引爆炸彈。
2023年2月6日土耳其加濟安泰普省發生地震後，据叙利亚文物和博物館總局的声明中称，阿勒颇城堡内的部分奥斯曼磨坊已经倒塌，而东北部防御墙的部分已经破裂倒塌。城堡内阿尤布清真寺尖塔的部分圆顶脱落，堡垒的入口受损，包括马穆鲁克塔的入口。
2024年11月29日，隸屬於敘利亞國民軍的沙姆解放組織在戰爭中取得優勢，取得阿勒颇及阿勒坡城堡的控制權